# Relations entre le Bangladesh et la Hongrie
Les relations entre le Bangladesh et la Hongrie sont les relations bilatérales de la république populaire du Bangladesh et de la Hongrie. Les relations entre les deux pays ont été considérées comme cordiales, les deux pays s'efforçant de les renforcer davantage. Aucun des deux pays n'a d'ambassadeur résident dans l'autre.

## Coopération économique
Le Bangladesh et la Hongrie ont montré leur intérêt pour l'expansion des activités économiques bilatérales et ont pris les mesures nécessaires pour y parvenir. Le jute et les produits en jute du Bangladesh, le cuir et les produits en cuir, la céramique, les produits pharmaceutiques et les vêtements confectionnés ont été identifiés comme des produits ayant un potentiel énorme sur le marché hongrois. Les entreprises hongroises ont exprimé leur intérêt à investir au Bangladesh et ont envoyé leurs délégations pour explorer les moyens potentiels d'améliorer le commerce et les investissements bilatéraux entre les deux pays.
Le ministre hongrois des affaires étrangères, Peter Szijjarto, a déclaré que de nombreux hommes d'affaires et investisseurs de son pays étaient intéressés par un investissement au Bangladesh. Mettant l'accent sur la formation d'une commission commerciale conjointe, il a ajouté qu'ils sont désireux d'investir dans la transformation agroalimentaire, le traitement de l'eau pure et les produits pharmaceutiques dans les zones économiques spéciales du Bangladesh.
Le Bangladesh et la Hongrie sont convenus de renforcer leur coopération dans de multiples domaines, notamment l'énergie nucléaire et la formation requise pour la main-d'œuvre qualifiée.
Dacca et Budapest ont le projet de former une commission commerciale conjointe afin d'explorer les possibilités de coopération dans les domaines du commerce et de l'économie et dans d'autres domaines prioritaires.

## Migrants
Les demandeurs d'asile et les migrants du Bangladesh ainsi que d'autres pays d'Asie et d'Afrique utilisent la Hongrie comme pays de transit pour atteindre l'Europe occidentale et les pays scandinaves. Peu d'entre eux se sont installés en Hongrie. Le Haut Commissariat des Nations unies pour les réfugiés (HCR) a utilisé une famille du Bangladesh dans le cadre d'une campagne de promotion du multiculturalisme et des migrants en Hongrie.